# Saint-Même-les-Carrières
Saint-Même-les-Carrières – miejscowość i gmina we Francji, w regionie Nowa Akwitania, w departamencie Charente.
Według danych na rok 1990 gminę zamieszkiwało 1108 osób, a gęstość zaludnienia wynosiła 73 osób/km² (wśród 1467 gmin regionu Poitou-Charentes Saint-Même-les-Carrières plasuje się na 270. miejscu pod względem liczby ludności, natomiast pod względem powierzchni na miejscu 572.).